# Walther Wever
Pour les articles homonymes, voir Wever.
Walther Wever   (11 novembre 1889 - 3 juin 1936), est un Generalleutnant de la Luftwaffe avant la Seconde Guerre mondiale.

## Biographie
Walther Wever est né le 11 novembre 1889 à Wilhelmsort (de), dans l'arrondissement de Bromberg (de). Il est le fils d'Arnold Wever (de), le directeur d'un temps d'une banque de Berlin et le petit-fils du procureur général prussien Carl Georg Wever (de). Après avoir passé son baccalauréat au lycée de Steglitz (de), Wever s'engage dans le 10e régiment de grenadiers de l'armée prussienne à Schweidnitz en 1905. où il suit une formation d'officier.
Pendant la Première Guerre mondiale, Wever devient adjudant de la 21e brigade d'infanterie (de) fin décembre 1914 et est promu capitaine en juin 1915, puis sert comme officier d'état-major de l'Oberste Heeresleitung (OHL).

## Luftwaffe
Le 1er septembre 1933, il devint le commandant de la Reichsluftfahrtministerium, et devient plus tard chef d'état-major de la Luftwaffe, un poste qu'il occupe jusqu'à sa mort. Wever est un partisan des bombardements stratégiques et reconnait son importance dès 1934. Il appuie les compagnies d'aviation, comme Junkers et Dornier, dans leurs projets respectifs pour produire les bombardiers longue distance Junkers Ju 89 et Dornier Do 19.
Wever présente cinq points clés dans sa stratégie aérienne :
1. Détruire l'aviation ennemie par des bombardements de ses bases et d'usines d'aviation, et de vaincre les forces aériennes de l'ennemi pouvant attaquer des cibles allemandes.
2. Empêcher le mouvement des grandes forces terrestres ennemies dans les zones décisives en détruisant les chemins de fer et les routes, notamment les ponts et tunnels, qui sont indispensables à la circulation et la fourniture des forces.
3. Soutenir les activités des formations de l'armée, indépendante du chemins de fer, c'est-à-dire des forces blindées et motorisées, en entravant l'arrivée de l'ennemi et en participant directement aux opérations de terrain.
4. Soutenir les opérations navales en attaquant les bases navales, protéger les bases navales de l'Allemagne et participer directement à des batailles navales
5. Paralyser les forces armées de l'adversaire par arrêt de la production des usines d'armement[2].

Cependant, après sa mort, d'autres stratèges allemands, comme Ernst Udet et Hans Jeschonnek favorisent des avions plus petits car ils ne veulent pas consacrer autant de matériel et de main-d'œuvre. Ils sont partisans du bombardier en piqué (Junkers Ju 87) et de la doctrine de soutien rapproché et la destruction des forces aériennes opposées sur le champ de bataille plutôt que par le biais d'attaque sur l'industrie ennemie. En conséquence, des bombardiers moyens à grande vitesse comme les Heinkel He 111, Dornier Do 17 et Junkers Ju 88 ont été développés avec beaucoup de succès.

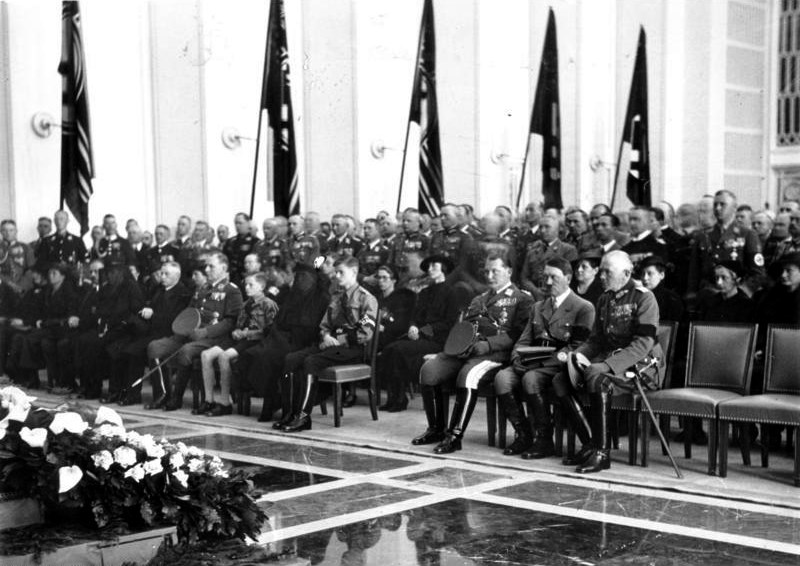
Funérailles de Walther Wever

Le 6 juin 1936, Wever s'envole de Berlin à Dresde, pour donner une conférence à la Luftkriegsakademie à un rassemblement de cadets de la Luftwaffe, quand il reçoit les nouvelles du décès d'un héros allemand de la Première Guerre mondiale. Il repart immédiatement pour Berlin. Sur le chemin du retour, l'Heinkel He 70 Blitz qu'il pilote n'avait pas été correctement examiné lors des contrôles en amont du vol, et les poignées de verrouillages n'ont pas été enlevées. L'avion est en vol lorsque l'aile s'incline, le Heinkel décroche et part en vrille à basse altitude et explose en flammes tuant Wever et son ingénieur de vol.
Après la mort de Wever, une escadrille de bombardiers de la Luftwaffe, la Kampfgeschwader 4 Général Wever porte son nom. 

Son fils, également nommé Walther Wever, était un pilote de chasse, qui a été tué en action en avril 1945.

## Sources
- (en) Cet article est partiellement ou en totalité issu de l’article de Wikipédia en anglais intitulé « Walther Wever (general) » (voir la liste des auteurs).